# Latinité du chant grégorien

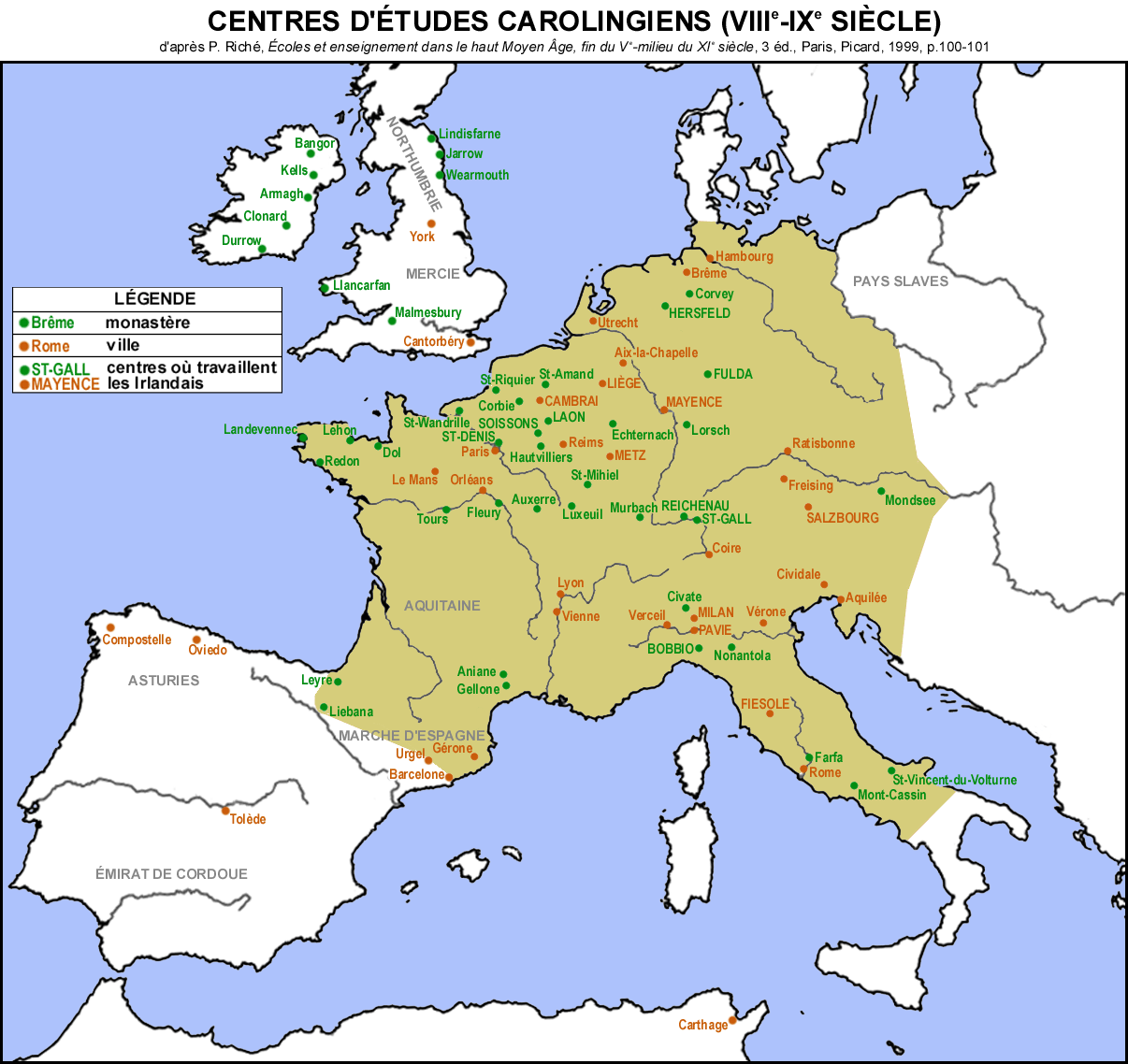
Les centres d'études carolingiens à l'époque où le chant grégorien naquit.

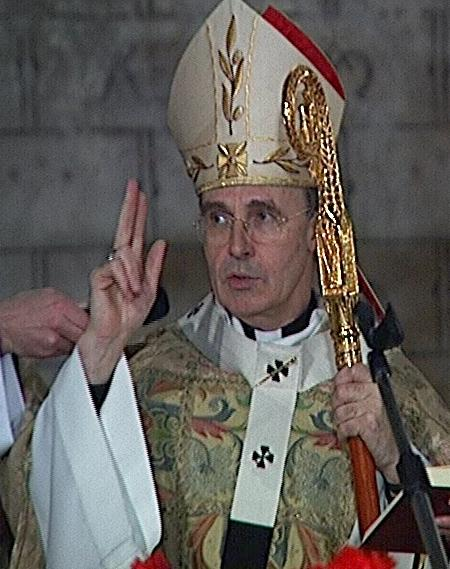
« Le mot latin et son accentuation, le neume ou signe manuscrit mélodique et rythmique, la modalité : telles sont les clés essentielles d'une interprétation authentique du Grégorien. » (Dom Robert Le Gall, Dictionnaire de liturgie : Grégorien)

La latinité est une caractéristique du chant grégorien.

## Découvert de la latinité
Devenu plain-chant, le chant grégorien subit un énorme déclin durant ces derniers siècles. Cette dénaturalisation empêchait la compréhension correcte selon ses caractéristiques propres, à savoir esthétique, artistique et théologique.
Le premier pas du rétablissement fut effectué, au milieu du XIXe siècle, principalement par quelques musicologues et des moines de l'abbaye Saint-Pierre de Solesmes.
Dans la deuxième moitié du XXe siècle, la sémiologie grégorienne prétendit permettre de découvrir une structure de la composition du chant grégorien.

« Ce répertoire, fidèle aux manuscrits anciens, conserve donc non seulement le droit de continuer à retentir dans les rites sacrés, mais bien plus, il possède le statut d'une référence pour le discernement et la critique de la beauté des formes musicales. Par sa capacité à assumer les textes sacrés, il joue un rôle spécifique de modèle, face à toutes les expériences stylistiques et esthétiques qui continuent à se développer au cours de l'histoire. [En conséquence] par leur origine et leur vocation liturgique, les chants grégoriens sont indissolublement liés à la parole, de telle sorte que le texte doit être considéré comme le fondement de leur composition, et donc, de leur exécution. »

— Luigi Agustoni et Johannes Berchmans Göschl, Introduction à l'interprétation du chant grégorien, p. 7 - 8

## Raison de latinité
« Le chant grégorien est une musique vocale, essentiellement liée à un texte. C'est le texte qui est premier ; la mélodie a pour but de l'orner, de l'interpréter, d'en faciliter l'assimilation. Car ce chant est un acte liturgique, une prière et une louange à Dieu. Ses mots sont sacrés : ils sont extraits presque tous de la Bible et très spécialement du Psautier. À part quelques rares exceptions grecques et orientales, la langue est latine. »

— Dom Eugène Cardine, Vue d'ensemble sur le chant grégorien, p. 4

## Composition du chant grégorien selon l'accentuation du latin

### Termeaccent
Le mot accent qui signifiait d'abord « intensité donnée à une syllabe relativement aux autres » n'apparut que vers 1220 dans l'usage de la langue française,. L'origine du mot latin accentus était ad cantum, à savoir « pour chanter. »

### Composition d'après l'accentuation
Le chant grégorien fut essentiellement composé selon l'accentuation du latin. Le latin classique était parlé d'après la quantité syllabique. Cependant, à l'époque où ce chant néo-gallican fut créé au Moyen Âge, cette langue perdait la caractéristique de l'allongement vocalique et l'accentuation fonctionnait à la place de celle-ci. Il est important qu'à la Renaissance carolingienne, les hymnes adoptassent et rétablissent simultanément la forme antique du latin, notamment la strophe saphique d'Horace au sein des monastères. Si les compositeurs du chant grégorien ne retinrent pas l'allongement vocalique du latin classique telle la strophe saphique, c'était vraisemblablement à car ils trouvaient beau l'esthétique des lignes mélodiques selon l'accentuation. De sorte que, dans ce chant, l'élongation vocalique des syllabes de la langue parlée s'effaçait finalement en faveur d'un accent d'intensité.
Pour mieux comprendre, on peut regarder la cantillation, lecture chantée de la Bible lors de la célébration liturgique latine et issue de la tradition hébraïque. Si le chant grégorien se composait de l'accentuation, de la ponctuation ainsi que du mélisme, c'est l'accentuation qui dirige essentiellement la composition musicale dans la cantillation (voir la première notation Justus ut palma florebit). Le texte latin ordonne totalement la musicalité, car la syllabe accentuée élève la mélodie en prenant la forme d'une courbe mélodique. Les autres syllabes sont emportées dans ce mouvement en préparation du sommet, mais tout reste dans l'unité d'un seul rythme, celui de mot. En bref, alors que la musique moderne se commence de la note principale, le chant grégorien est un élan du mouvement rythmique dont l'accent est le sommet. Au regard du mélisme, celui-ci se lance sur la syllabe accentuée (voir la deuxième notation de Justus ut palma florebit de Dr Mahrt).
Voilà pourquoi le terme latin accentus signifie « âme du mot et germe de musicalité. » 
Ensuite, l'accentuation contribue à une meilleure compréhension du texte. Car, souvent, la syllabe accentuée est ornée d'un groupe mélodique d'élan qui trouve sa détente sur la syllabe finale. Selon Dom Cardine, « le rythme musical est ainsi totalement informé par le rythme verbal », même dans les pièces de style mélismatique. Et cette syllabe finale de détente prépare la reprise d'élan qui suit.
L'accentuation dans la composition du chant grégorien est tellement importante que Dom Eugène Cardine y consacrait à presque la moitié des cours de la première année, à savoir au deuxième semestre, pour ses étudiants de l'Institut pontifical de musique sacrée.

### Comparaison avec d'autres chants monodiques en latin

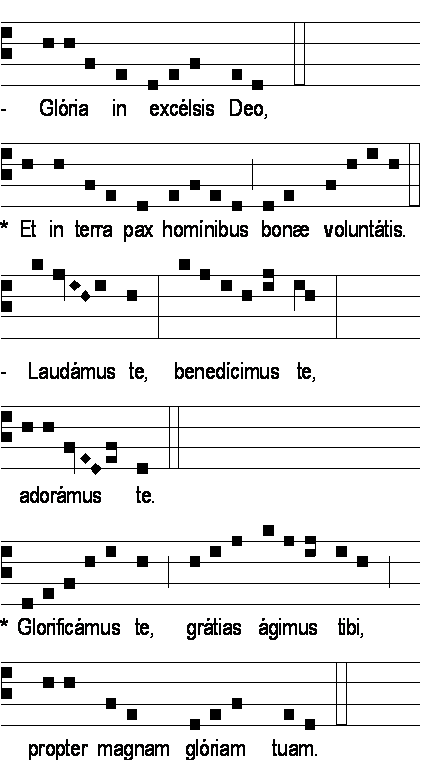
Gloria in excelsis Deo en grégorien. Il s'agit d'une hymne en prose.

Selon cette manière de la composition, le chant grégorien demeure une musique particulière. Dans ce chant, il n'existe aucune mélodie sans texte telle la pièce instrumentale contemporaine. Certes, le mélisme du jubilus peut être une seule exception. Cependant, au sens strict, ce mélisme était toujours attribué à la dernière syllabe de l'alléluia, ia, qui n'est autre que le diminutif de Yahve. 

« Varié dans ses formes musicales, le chant grégorien l'est également dans ses procédés de composition. Un très grand nombre de pièces nous apparaissent comme originales ; c'est-à-dire que leur ligne mélodique, dans son ensemble et souvent même dans ses détails, est unique et ne se retrouve nulle part ailleurs ; il s'agit alors d'une exploitation artistique du texte sous son double aspect matériel et spirituel : l'agencement des mots et leur signification. »

— Dom Eugène Cardine, Vue d'ensemble sur le chant grégorien, p. 5

« Si vous étudiez un morceau de chant Vieux-Romain, vous ne voyez pas la séparation entre les mots : il y a toujours un petit nuage mélodique à la fin des mots et au début. L'enchaînement des mots est flou. En chant grégorien ce n'est jamais ainsi. À la fin des mots, vous avez souvent une note seule : ce procédé de magnifier la finale, de systématiser aussi l'accent est repris à cette époque dans l'Ars bene dicendi. Les qualités déclamatoires du chant grégorien viennent sans doute de cette insistance de l'époque sur la latinité. »

— Dom Daniel Saulnier, Session de chant grégorien III, septembre 2005
Le pape Jean XXII décida de condamner l'Ars nova, en défendant le chant grégorien avec sa décrétale Docta Sanctorum Patrum en 1324.

### Critique par les humanistes
Le chant grégorien subit considérablement son déclin à l'époque de la Renaissance. En effet, l'invention de l'imprimerie avait contribué à améliorer la connaissance concernant la littérature latine classique. Par conséquent, les humanistes ayant retrouvé la quantité syllabique des œuvres classiques avaient obtenu un moyen d'attaquer la tradition médiévale, accentuation du chant grégorien. Même les théologiens n'hésitèrent pas à critiquer celui-ci. Ainsi, Jean Le Munerat, scholasticus de la faculté de théologie de Paris exprima en 1490 sa règle issue de l'allongement vocalique selon laquelle le chant grégorien devrait être entièrement modifié.
Comme le Saint-Siège ne connaissait aucune théorie afin de résister à cette tendance, l'Édition médicéenne fut publiée entre 1614 et 1615 sous influence de la quantité syllabique. De sorte que la beauté des lignes mélodiques d'après l'accentuation fut perdue. De plus, le délai de la publication avait provoqué de nombreuses modifications sans autorisation. Dorénavant, la révision du chant était habituelle.

Selon un contemporain : 

« Le chant n'avoit pas besoin des corrections qu'on y a faite [qui l'ont] misérablement transformé en un horrible monstre. »

— Dom Jacques Le Clerc (abbaye de Saint-Maur), vers 1665
Plus tard, Félix Clément dit :

« C'est ainsi que nous avons vu depuis quelques années, et même à plusieurs reprises depuis deux siècles, confondre rhythme (sic) avec le mètre poétique, le mètre poétique avec l'accentuation, l'accentuation propre aux compositions régulières avec celle qui convient aux chants prosaïques. »

— Félix Clément, Des diverses réformes du chant grégorien, p. 17 (1870)

## Nécessité de la connaissance du latin
« Un certain nombre de connaissances et de techniques sont nécessaires pour accéder à ce type de musique. À la base, sont exigées une certaine familiarité avec le latin liturgique et une culture musicale générale. Mais ensuite, pour réaliser une interprétation qui mette en valeur le contenu spirituel — essence même du chant grégorien — sont aussi requises : une bonne connaissance des formes et de l'histoire du répertoire, une information sur les contextes rituels, une familiarité avec la prière des psaumes et avec les textes bibliques »

— Luigi Agustoni et Johannes Berchman Göschl, Introduction à l'interprétation du chant grégorien, p. 12

## Caractéristiques du latin employé

### Qualité du latin dans le chant grégorien

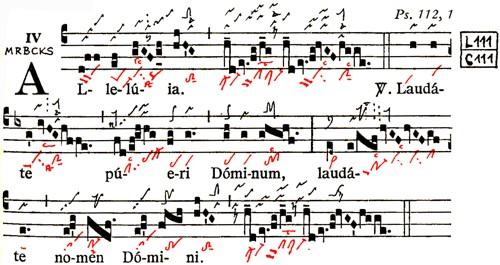
Graduale Triplex (1979).

S'il est vrai que le répertoire du chant grégorien fut enrichi durant tout le Moyen Âge telles les hymnes de saint Thomas d'Aquin († 1274), le répertoire essentiel avait été fixé vers 800. Pour l'usage dans le royaume de Charlemagne, Alcuin, abbé de Saint-Martin de Tours, avait en effet corrigé les méprises des copistes de Rome dans les manuscrits octroyés par le pape Adrien Ier, pendant presque 20 ans. Si bien qu'en 800, la qualité du latin employé dans le royaume des Francs comptant 650 monastères environ était supérieure à celle du Saint-Siège.
Donc, les six abréviations MRBCKS selon Dom Hesbert se trouvent fréquemment, par exemple dans le Graduale Triplex.

### Principal document

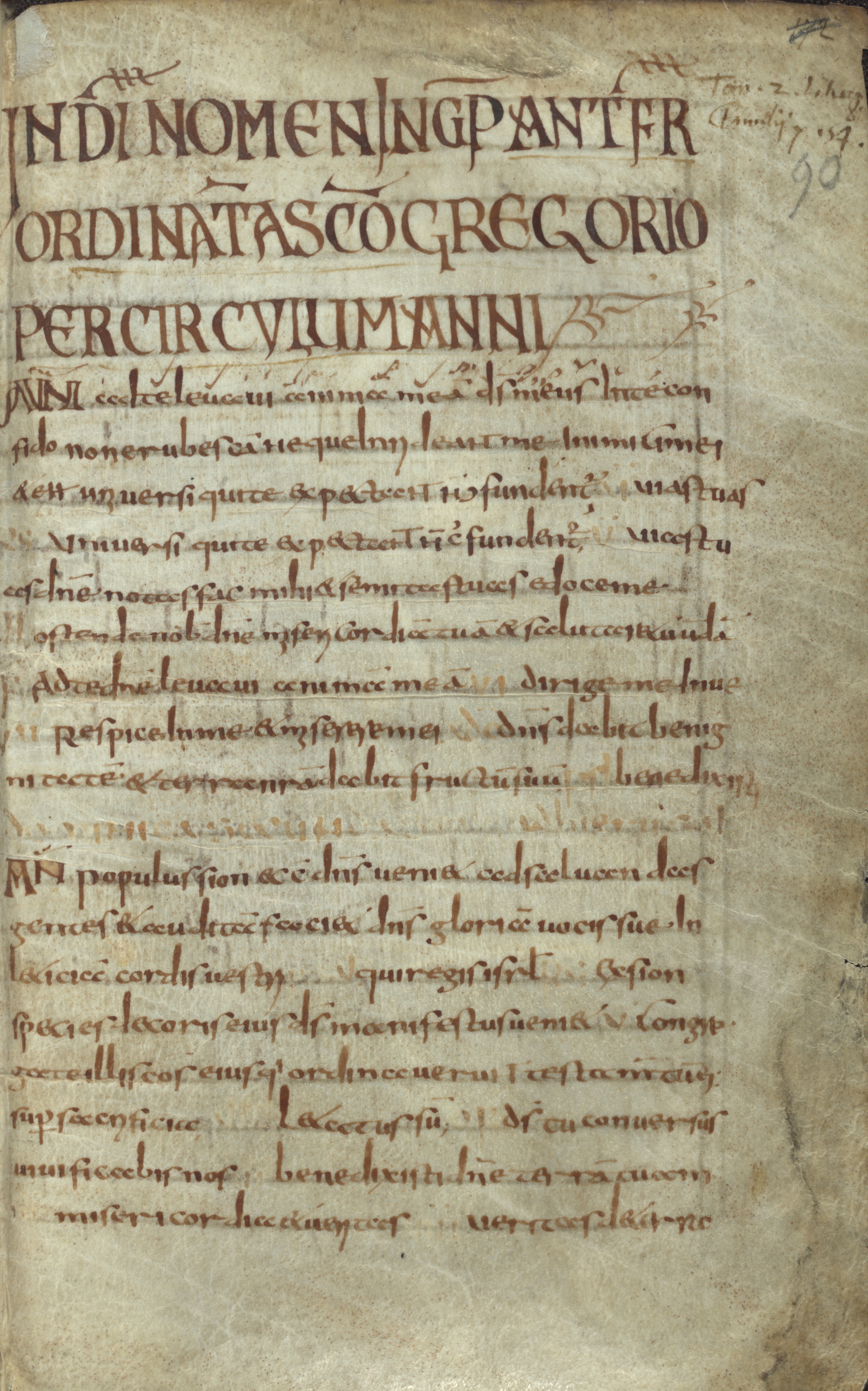
B.R. 10127 - 10144, fol. 90 r. (vers 800).

Après avoir lancé la réforme liturgique en 785, Charlemagne demanda au pape Adrien Ier des documents liturgiques pour la messe selon le rite romain. Il est curieux que le pape ait choisi le sacramentaire de saint Grégoire le Grand († 604) adapté aux offices pontificaux, au lieu du Sacramentaire gélasien destiné aux paroisses romaines. Mais ce dernier était trop ancien et issu de l'édition du pape Gélase Ier († 496).
Dans la même année, en 785, des copies du Sacramentaire grégorien furent emportées par l'abbé de Ravenne. Cependant, en voulant éviter les erreurs dues aux copistes, Charlemagne chargea à Paul Diacre d'acquérir un manuscrit plus sûr. Faute de copistes de qualité, le pape dut finalement prendre un livre ancien, achevé dans les années 730, mais vraisemblablement de luxe, dans sa bibliothèque pontificale. De sorte que ce document devint le fondement du futur Sacramentaire hadrien, texte du chant grégorien.

« La Sainte Église catholique reçoit du pape Saint Grégoire lui-même l'ordonnance des messes, des solennités et des oraisons. »

— Lettre du pape Adrien Ier destinée à Charlemagne, lorsqu'il lui octroya ce sacramentaire grégorien en 791
Une étude indique cependant que ce livre de chant pourrait être exactement une édition de saint Grégoire :

« Voici comment le présent l'ouvrage classique de Mgr Martimort, l'Église en prière, dans son édition de 1983 : Le sacramentaire grégorien est connu par un exemplaire papal envoyé par Hadrien I à Charlemagne entre 784 et 791. Le titre du volume l'attribué donc à saint Grégoire. La comparaison entre ce grégorien Hadrianum et deux autres manuscrits légèrement différents conservés à Padoue et à Trente, permet néanmoins d'établir que ce sacramentaire a été constitué à Rome vers 630. Il contient au moins 80 oraisons qu'on peut attribuer avec certitude ou une grande probabilité à saint Grégoire le Grand. Un livre édité 25 ans après le pape ne saurait être taxé d'être une fiction littéraire. »

— Dom Hervé Courau, Saint Grégoie Le Grand, le Pape du chant liturgique, en l'honneur du 14° centenaire de sa mort
Vers 800, un livre de chant sans notation fut copié à l'abbaye du Mont-Blandin près de Gand. Il s'agit de l'un des témoignages les plus anciens du chant grégorien.

### Texte biblique
Jérôme de Stridon († 420) fit trois traductions du livre des Psaumes : une fois il révisa d'une traduction Vetus Latina, une fois il traduisit à partir de la Septante, une fois il traduisit à partir de l'hébreu. La dernière édition, effectuée de 391 à 392 à partir de l'hébreu, ne fut jamais reçue dans l'usage liturgique. Les textes du chant grégorien utilisent les deux versions précédentes.

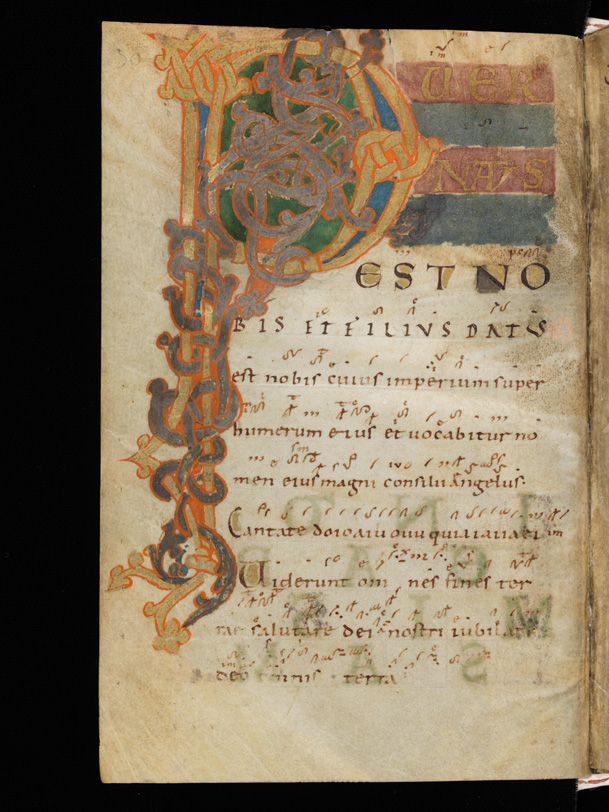
Notation de Puer natus est, manuscrit Einsiedeln 121, fol. 30, vers 960 - 970.

La base essentielle de la liturgie romaine était la seconde version de saint Jérôme achevée vers 383, une révision de la Vetus Latina selon le texte grec de la Septante. Il s'agit du latin plus ancien qui se trouve encore dans le missel, le graduel et le reste, surtout pour l'introït.

« ... on retrouve cependant aussi dans le grégorien un certain nombre de textes en vieux-latin parce qu'ils ont été composés sur cette base. C'est notamment le cas de l'Introït de la messe du jour de Noël « Puer natus est », qui ne correspond pas au texte vulgate d'Is 9, 6. S'il avait fallu modifier le texte, il aurait aussi fallu modifier la musique. »

Entre 386 et 389, Jérôme refit une traduction du livre des psaumes, cette fois-ci à partir du grec hexaplaire. On appelait cette édition gallicane, car la Gaule connaissait cette version depuis le VIIe siècle, surtout auprès des monastères. Celle-ci était toujours en usage dans l'Église catholique, jusqu'à ce que l'Église catholique promulgue la Néo-vulgate.
En conséquence, il n'est pas incompréhensible que les compositeurs du chant grégorien préférassent la future version gallicane. Et c'était une autre raison pour laquelle Alcuin corrigeait le texte romain. Si bien que la composition du chant grégorien fut effectuée lors de cette transition, du psautier Vetus Latina au psautier gallican et que de nombreux textes du chant grégorien se utilisent le psautier gallican.

### Texte non biblique
Si la plupart des textes se composent des textes bibliques tel le cantique, il existe un certain nombre de textes non bibliques, surtout l'hymne qui s'illustre de sa richesse littéraire. Dans un entretien, Paul-Augustin Deproost précisait cette caractéristique. Il est doyen et professeur de littérature latine auprès de l'université catholique de Louvain ainsi que directeur de la schola grégorienne de la chapelle du Sacré-Cœur de Lindthout à Bruxelles :

« Pour les textes non bibliques, notamment les hymnes, le latin utilisé est celui de l'antiquité tardive (du IIIe au Ve siècle). C'est du latin classique à la base, mais qui est très fleuri, avec des recherches rhétoriques ou linguistiques, des formes paradoxales, des litotes etc. Il s'agit d'une poésie très élaborée qui s'inspire des principes rhétoriques de l'antiquité. D'où, bien sûr la difficulté de les traduire pour les non spécialistes. Les hymnes de Saint Ambroise, par exemple, paraissent à première vue très épurés, très classiques, très équilibrés, mais quand il s'agit de les traduire, il faut ajouter des mots et aussi en comprendre le sens théologique. Il s'agit vraiment de rhétorique, c'est-à-dire de l'art d'exprimer les choses, de les mettre en valeur de manière littéraire. »

## Question de traduction

### Traduction officielle anglaise et son échec
Au regard de la traduction, il existe une publication officielle de l'Église au XXe siècle, exécutée à la suite du concile Vatican II.
Il est normal que ce concile adoptant la langue populaire lors de la célébration ait ouvert la porte pour la traduction officielle du chant grégorien. Après la publication du Graduale simplex en 1967, version simplifiée du grégorien, la commission internationale sur la liturgie anglaise sortit l'année suivante avec enthousiasme The simple graduel : an English translation of the antiphons and responsories of the Graduale simplex for use in English-speaking countries : prepared  by International Committee on English in the Liturgy, Inc., Toronto, Canada. Cette publication fut effectuée outre-Atlantique, à Washington. En dépit de la réimpression en 1968, elle ne connut pas de succès, puis, fut rapidement oubliée. L'une des raisons pour lesquelles celle-ci subit la difficulté était l'incompatibilité entre la mélodie grégorienne et la langue anglaise.

### Sémiologie grégorienne
Auparavant étaient discutés non seulement la traduction du chant grégorien mais également les études de celui-ci, sous influence de la théorie de la musique moderne. Enfin, la sémiologie grégorienne établie depuis les années 1950, selon l'analyse des neumes anciens, termina définitivement la discussion. En résumé, la nature de la musique composée il y a plus de mille ans est complètement différente de celle de la musique contemporaine. Avant Dom Eugène Cardine de Solesmes, personne n'imaginait que le chant grégorien est un véritable texte biblique chanté, notamment d'après l'accentuation du latin tardif, dans lequel la musique, secondaire, est totalement contrôlée par les Paroles.

« conclusion 78. b : la mélodie grégorienne est trop « connaturelle » au texte latin et à son rythme pour que l'on puisse y adapter normalement des textes d'une autre langue, car, en la privant de la langue qui l'a « animée » au sens strict, on la dénature, et on contredit les lois qui sont à la base de sa composition. »

— Dom Eugène Cardine, Première année de chant grégorien, cours aux étudiants de l'Institut pontifical de musique sacrée de Rome, p. 58

### Traditions anglicane et luthérienne
Pendant plusieurs siècles, les Anglicans et Luthériens ne cessèrent jamais de traduire leur texte en anglais ou d'autres, quoiqu'un certain nombre de chants soient issus du chant grégorien.

### Publication bilingue
Au début du XXe siècle, la langue latine était utilisée non seulement dans le domaine liturgique mais aussi auprès des universitaires et même des parlements. De nos jours, la situation fut considérablement changée. Elle n'est employée que par les ecclésiastiques ainsi qu'un nombre limité de célébrants.
Par conséquent, la publication bi-langue devint de plus en plus habituelle, en évitant la notation par traduction. Les fidèles auprès des paroisses peuvent profiter, par exemple, du Missel grégorien (latin-français) ainsi que de la Liturgie latine - Mélodies grégoriennes (latin-français).
Cette façon de la publication n'est pas très récente ni créée après le concile Vatican II. Ainsi, pour l'ordre de Saint-Benoît, la Société Saint-Jean-l'Évangéliste et les éditions Desclée et Cie. avaient sorti en 1938 le Psautier, latin-français, du Bréviaire monastique. Parfaitement bi-langue, ce livre bénéficiant de la traduction du chanoine Augustin Crampon est à nouveau disponible, grâce à la réimpression en 2003.
Pour les religieux, les situations ainsi que solutions sont aujourd'hui semblables. Les Heures Grégoriennes comptant trois tomes et plus de 6 000 pages furent, pour la première fois, publiées en 2008, par la communauté Saint-Martin qui poursuivent toujours la cohérence entre la tradition ancienne et celle du post-concile. Le premier objectif de la publication était certes un moyen de sorte que les communautés ayant choisi la nouvelle liturgie des Heures puissent célébrer plus facilement leurs offices en grégorien. Cependant, dans cette œuvre, toutes les notations grégoriennes trouvent dorénavant leur traduction accompagnée. C'était l'abbaye de Solesmes qui avait préparé plus de 1 700 notations alors que la communauté profitait des publications officielles en français. Afin de compléter l'édition, il fallut néanmoins un certain nombre de nouvelles traductions. La première édition rapidement épuisée, la nouvelle version améliorée est toujours disponible depuis 2012.

### Choix de répertoire
Dans le monde de variété, le chant grégorien est capable de réunir la liturgie, avec sa qualité musicale ainsi que son texte latin. Historiquement, l'Église romaine paracheva déjà deux fois sa centralisation de la liturgie.
D'une part, il s'agissait de l'Admonitio generalis (789) de Charlemagne soutenu par Alcuin, et avec la création du chant grégorien. Ils commencèrent la centralisation de la liturgie selon le rite romain quatre ans auparavant, en profitant du chant romain en latin. Grâce à ce moine, à la fin du VIIIe siècle, la liturgie en latin selon le rite de Rome fut définitivement établie dans tout le royaume de Charlemagne.
Il faut remarquer donc que dès le IXe siècle, tous les fidèles et religieux des Francs parlant la langue germanique, anciennement barbares, célébraient la messe en latin, à la suite de l'ordonnance de Charlemagne.
D'autre part, en faveur de l'Église universelle, le pape Pie X fit publier l'Édition Vaticane en grégorien, graduel en 1908 ainsi qu'antiphonaire en 1912. Ainsi le chant grégorien en latin est-il le seul chant liturgique de l'Église qui ait contribué à centraliser les offices romains.
À l'époque où le concile Vatican II était tenu, le pape Paul VI n'oublia pas à accentuer cette fonction.

« Il faut aussi former les fidèles à établir un lien entre le culte et une expression musicale qui lui soit appropriée, spécialement en ce qui concerne le chant liturgique. Il faut en outre louer le souci de ceux qui cherchent à maintenir, dans les répertoires de chants liturgiques habituels, au moins les quelques formules jusqu'ici universellement utilisées, dans la langue latine et en grégorien. Elles sont tout à fait aptes à permettre le chant communautaire même à des fidèles de pays différents, à certains moments privilégiés du culte catholique, tels que par exemple le « Gloria », le « Credo », le « Sanctus » de la Messe. »

— Discours du pape Paul VI destiné aux membres de la Consociatio internationalis musicæ sacræ, le 12 octobre 1973 [lire en ligne]

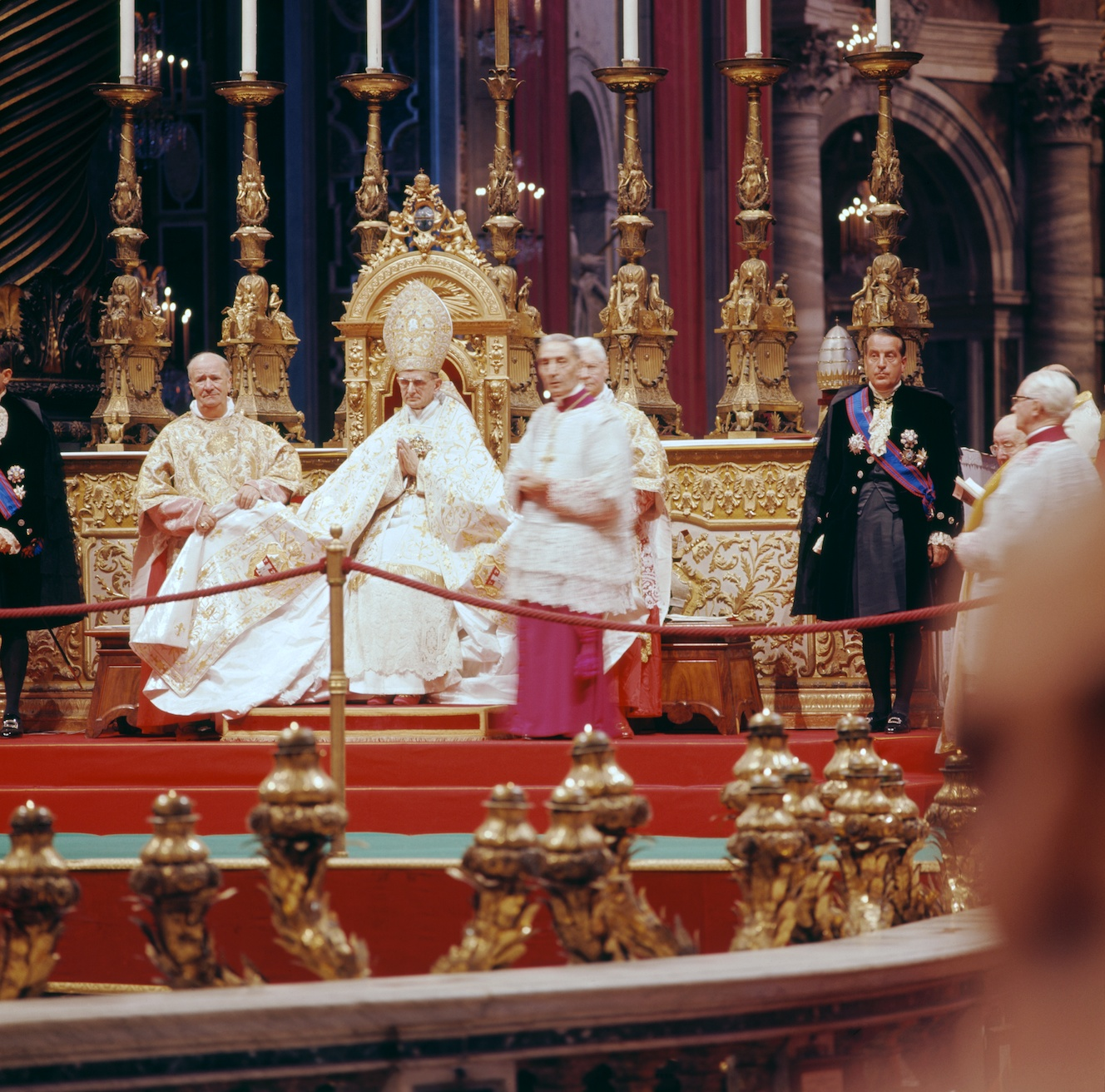
En dirigeant le concile Vatican II, le pape Paul VI soulignait toutefois la fonction importante de l'ordinaire en grégorien dans la célébration universelle de l'Église romaine.

En tant que musicologue grégorien, Dom Hervé Courau soutient de nos jours cette recommandation :

« La musique classique est même née de ces développements, cédant à l'attrait de devenir musique de savants et de spécialistes, le grégorien demeurant seul accessible au peuple fidèle, au moins en partie : non pas les pièces ornées du Propre qui ont toujours requis des chantres bien préparés (Introït, Graduel et Alléluia, Offertoire et Communion), mais l'ordinaire (Kyrie, Gloria, Credo, Sanctus et Agnus Dei), qui garde une structure accessible à l'ensemble du peuple fidèle. Même si leur initiative n'a pas été prise au sérieux, Paul VI et Jean-Paul II ont œuvré dans le même sens pour un répertoire minimum latin-grégorien où tous les fidèles puissent se retrouver. »

Enfin, Jean-Pierre Noiseux, directeur de la Schola Saint-Grégoire de Montréal et professeur, précise encore des choix de répertoires, afin que les paroisses puissent adopter et intègrent le chant grégorien dans la liturgie postérieure à 1970, en respectant les lois de latinité.

## Deux traditions de texte

### Ouest et Est

#### Uniformité du chant grégorien, mais deux groupes de manuscrits
À la fin du XIXe siècle, des moines de l'abbaye Saint-Pierre de Solesmes visiterent de nombreuses archives européennes pour la restauration correcte du chant grégorien. Toutes les fois qu'ils ouvrirent les manuscrits anciens, la mélodie était remarquablement identique, hormis ceux qui avaient été copiés après la Renaissance, époque de la décadence du chant grégorien. Ainsi, Dom André Mocquereau présenta, en 1889 dans l'introduction de la Paléographie musicale, deux notations, celle d'Ivrée du XIe siècle et celle du XVIIe siècle dans la même région. Ils étaient parfaitement identiques.
À cet égard, l'uniformité du chant grégorien était certainement confirmée jusqu'à ce que Dom René-Jean Hesbert de Solesmes découvre deux groupes de manuscrits, en préparant son édition critique, Corpus Antiphonalium Officii, œuvre monumentale. Il ne s'agit pas de textes complets, mais certains mots dans les manuscrits. Dom Hesbert appelait « germaniques » ou « latins. » Parfois, on dit également « est » ou « ouest » afin de distinguer ces groupes.

#### Germaniques et latins
Les manuscrits se distinguent selon les régions dans lesquelles ils furent copiés.
- est ou germaniques :

Tous les pays de langue allemande, de Verden au Nord jusqu'au Rhin à l'ouest englobant à l'est la Bohême et l'Autriche. Cependant, ce groupe dépassait ses frontères linguistiques. Celui-ci traverse encore la Baltique et compte une dizaine de témoins suédois (de Lund et de Linköping). En France, il connaît des archives jusqu'à Compiègne et Tours, embrassant Metz, Langres et Dijon. Au sud, à savoir en Italie, il forme une ligne réunissant Monza à Venise.
- ouest ou latins :

Tous les manuscrits de l'Angleterre ainsi que de la Norvège. La plupart des documents de la France, de l'Espagne, du Portugal, de l'Italie.
Donc, en dépit de ces appellations, aucun terme peut être strictement attribué ni aux situations géographiques des manuscrits ni aux langues maternelles des copistes.

#### Exemples
En 1889, Dom Mocquereau comparait encore deux manuscrits, celui de Saint-Gall cod. 339 (est) ainsi que celui de Silos (ouest), sans connaître ces groupes. En dépit de « la ressemblance presque parfaite de tous les signes », celui de Silos ajoutait un deuxième « et ». Ainsi la mélodie aussi était-elle délicatement modifiée :
—  Paléographie musicale : tome I, p. 40 (1889)
Voici un autre exemple. Il s'agit d'un répons.
- est : « Dum staret abraham ad radicem mambre vidit tres pueros descendentes per viam tres vidit et unum adoravit. »

- antiphonaire de Hartker, antiphonaire de Reichenau, antiphonaire de Klosterneuburg, dans les zones de transition (antiphonaires de Cividale, de Trévise), même antiphonaire de Worcester (tradition à l'ouest)
- ouest : « Dum staret abraham ad ilicem mambre vidit tres viros descendentes per viam tres vidit et unum adoravit. »

- plusieurs traditions italiennes (bibliothèque capitulaire de Plaisance 65, Mont-Cassin NN 542, bibliothèque capitulaire de Bénévent 21)

### Deux réformes cisterciennes et ces deux groupes de manuscrits

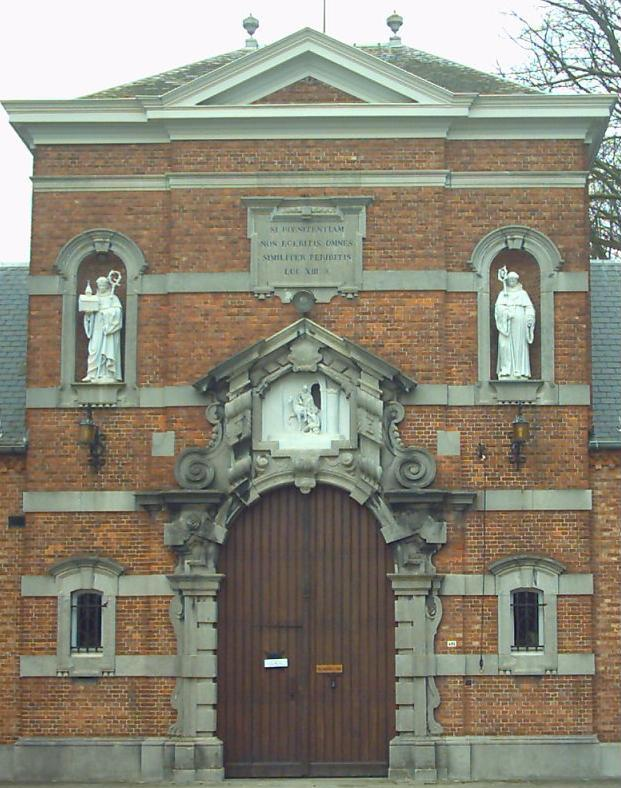
L'abbaye de Westmalle possède précieusement les deux livres de chant selon la réforme de l'abbé Harding (WA I et WB I) ainsi que ceux de saint Bernard (WA II et WB II).

On considérait, depuis longtemps et sans précision de preuve, que la réforme musicale auprès de l'ordre cistercien était la suppression de mélismes dans le chant grégorien pour réaliser la simplicité, comme dans le domaine de l'architecture ou du livre
.
Toutefois, l'analyse scientifique de l'antiphonaire de Westmalle, quatre livres conservés depuis 1955 environ à l'abbaye Notre-Dame du Sacré-Cœur de Westmalle, indique que cette réforme était un conflit entre les deux traditions de manuscrits.
- première réforme (vers 1108) : ouest → est

— « Dum staret abraham ad radicem mambre vidit tres pueros »
L'abbé Étienne Harding, originaire du royaume d'Angleterre, envoya des moines à Metz, afin de recopier l'antiphonaire attribué à saint Grégoire Ier. De même, d'autres moines furent envoyés à Milan pour préciser la tradition des hymnes ambrosiennes. Les livres de chant de l'ordre furent par conséquent entièrement remaniés et devinrent plus purs, selon l'abbé Harding.
- deuxième réforme (entre 1142 et 1147) : est → ouest

— « Dum staret abraham ad ilicem mambre vidit tres viros »
Cette édition néo-messine fut toutefois rapidement contestée même par l'ordre : les mélodies mal composées, d'après les supérieurs, les textes peu variés, les versets répétitifs. Car, les différences de certains mots signifiaient celles de mélodie, selon la nature du chant grégorien. Bien entendu, personne ne connaissait ces deux traditions avant Dom Hesbert. Aussi, après le décès de Harding, saint Bernard de Clairvaux fut-il chargé de réviser les livres. Il s'agissait quasiment du rétablissement du style original de Robert de Molesme, comme « ad ilicem mambre vidit tres viros », tradition latine.